# Zygia cognata
Zygia cognata är en ärtväxtart som först beskrevs av Diederich Franz Leonhard von Schlechtendal, och fick sitt nu gällande namn av Nathaniel Lord Britton och Joseph Nelson Rose. Zygia cognata ingår i släktet Zygia och familjen ärtväxter. IUCN kategoriserar arten globalt som starkt hotad. Inga underarter finns listade i Catalogue of Life.